# 栗林商会
栗林商会（くりばやししょうかい）は、北海道室蘭市で運輸・商事・保険・旅行業などを行っている企業である。

## 概要
栗林商船の関連企業で、運輸・商事・保険・旅行業などを行っている。事業所は海外にも3箇所存在する。特に運輸部門は栗林商船と協力し合い業務にあたっている。屋号は「丸七」。

## 事業所
本社
- 室蘭市入江町1-19

栗林トラベル・サポート
- 室蘭市中島町2-13-16 栗林中島ビル2F

苫小牧支社
- 苫小牧市元中野町2-13-16

栗林物流センター
- 苫小牧市勇払152-245

栗林物流センター第2
- 苫小牧市晴海町38

千歳営業所
- 千歳市平和1388-7 SIACT国際貨物ビル内

札幌支社
- 札幌市中央区北3条西12丁目2-4 栗林商会ビル2F

石狩新港営業所
- 石狩市新港西2丁目782-1 札幌団地倉庫管理棟2F

東京支店
- 東京都千代田区丸の内3丁目4-1 新国際ビル2F

博多営業所
- 福岡市博多区沖浜町12-1 博多港センタービル本館201号室

大洗営業所
- 茨城県東茨城郡大洗町港中央5

帯広支店
- 帯広市西8条南6丁目4 帯広卸売センタービル2F

旭川支店
- 旭川市6条通2丁目 6・2ビル4F

上海駐在員事務所
- 中国上海市虹口区四川北路1688号 福徳商務中心北楼2012室

大連連絡事務所
- 中国大連市中山区人民路71号 成大大廈1611室

ソウル連絡事務所
- 韓国漢城麻浦区東橋洞154-12 三統ビル2F

## グループ企業
運輸・輸送事業
- 苫小牧栗林運輸株式会社
- 栗林海陸輸送株式会社
- 苫小牧北倉港運株式会社
- 北倉運輸株式会社
- 新成運輸株式会社
- 室蘭海陸通運株式会社
- 栗林港運倉庫株式会社
- 室蘭マリン・サービス株式会社

商事事業
- 栗林石油株式会社（ENEOS特約店）
- 株式会社白井商会
- 栗林トーヨータイヤ株式会社（トーヨータイヤ特約店）
- 日宝真珠株式会社
- 徳丸真珠株式会社

不動産事業
- 室蘭埠頭株式会社
- 栗林不動産株式会社

建設・製造事業
- 栗林機工株式会社
- 有限会社御崎鉄工

車両整備・販売事業
- 北海道運搬機株式会社

サービス事業
- 南洋貿易株式会社
- 登別温泉株式会社

北海道恵庭市にある㈲ 栗林運輸は全く無関係である。